# Мстислав Ізяславич (князь новгородський)
Мстислав Ізяславич (? — 1069) — князь Новгородський (1054–1067), Полоцький (1067—1069). Старший син Великого князя Київського Ізяслава Ярославича, онук Ярослава Мудрого. Народженний поза шлюбом (бастард), але адаптований батьком.

## Біографія
Посаджений батьком 1054 року на Новгородський престол.
1067 року зазнав поразки від полоцького князя Всеслава Брячиславича, який напав на Псков. Після втрати Новгорода вимушений був тікати до батька Ізяслава Ярославича в Київ.
Саме Мстислава Ізяслав Ярославич посилав попереду себе до Києва, коли повертався 1069 року з вигнання. Мстислав жорстоко розправився з винними у вигнанні свого батька. Його раптова смерть того ж року, можливо, наступила через отруєння.

## Сім'я
Син Ростислав - князь Берестейський (до 1087-1093); помер 1 жовтня 1093, був похований 16 листопада в церкві Богородиці Десятинній.